# Manuel Antonio Barinaga
Manuel Antonio Barinaga y Ratto (Lima, 1831– Lima, 1897) fue un abogado y político peruano. Fue ministro de Hacienda en 1878 y secretario del mismo ramo en 1880-81, bajo la dictadura de Nicolás de Piérola. Así como presidente del Consejo de Ministros y ministro de Justicia, Culto e Instrucción en dos periodos: de 1883 a 1884 (gobierno de facto de Miguel Iglesias), y de 1895 a 1896 (gobierno constitucional de Nicolás de Piérola).

## Biografía
Barinaga cursó sus estudios superiores en la Universidad Mayor de San Marcos. Recibió la banda de maestro en 1853. Al año siguiente fue nombrado catedrático de Derecho Penal. Fue varias veces vicerrector y decano de la Facultad de Jurisprudencia sanmarquina. Se doctoró en Jurisprudencia el 24 de junio de 1857.
En 1863, era adjunto a la Secretaría de la Universidad de San Marcos. Asimismo, fue catedrático en el Convictorio de San Carlos (que en 1866 se fusionó con dicha universidad). Trabajó también en la función pública, como jefe de la Sección del Guano de la Dirección de Rentas y como fiscal del Tribunal de Cuentas (cuya presidencia ejerció varias veces).
Su trayectoria política comenzó al ser nombrado ministro de Hacienda y Comercio, bajo el segundo gobierno del general Mariano Ignacio Prado, en 1878, época en que las finanzas se hallaban en plena bancarrota. Renunció luego de unas interpelaciones que tuvo que enfrentar ante la Cámara de Diputados.
Tras el golpe de Estado de Nicolás de Piérola en diciembre de 1879, en plena guerra con Chile, fue nombrado Secretario de Estado en el ramo de Hacienda. Los otros secretarios eran: Pedro José Calderón (RR.EE. y Culto); Miguel Iglesias (Guerra); Manuel Villar Olivera (Marina); Nemecio Orbegoso (Gobierno y Policía); Federico Panizo (Justicia e Instrucción); y Manuel Mariano Echegaray (Fomento). Tras las derrotas de San Juan y Miraflores y la ocupación de Lima por los chilenos en enero de 1881, Piérola se trasladó a la sierra y disolvió las secretarías de Estado, creando en su reemplazo una secretaría única, a cargo de Aurelio García y García.
Barinaga apoyó luego al general Miguel Iglesias, quien el 31 de agosto de 1882 lanzó el llamado Grito de Montán en el que exigía que el Perú firmase la paz con Chile, aún con cesión territorial.
Instalado el gobierno de Miguel Iglesias en el norte del Perú con apoyo de los chilenos (que le dieron armas y municiones), en agosto de 1883 se instaló un gabinete ministerial cuya presidencia se confió a Barinaga, que también se encargó del ministerio múltiple de Justicia, Culto, Instrucción y Beneficencia. Los demás ministros fueron los siguientes: José Antonio de Lavalle (Relaciones Exteriores); Martín Dulanto (Gobierno); el general Javier de Osma (Guerra y Marina); y Elías Malpartida (Hacienda). Este consejo de Ministros sesionó en la ciudad de Trujillo. Fue en este periodo en que se arregló la paz con Chile, al firmarse el Tratado de Ancón, el 20 de octubre de 1883. Luego de la retirada de los chilenos, Iglesias se instaló en la capital. En noviembre de ese mismo año renunciaron sucesivamente los ministros Lavalle, Dulanto y Malpartida, siendo reemplazados por Eugenio Larrabure y Unanue, Mariano Castro Zaldívar y Manuel Galup, respectivamente. El 1 de marzo de 1884 se instaló la Asamblea Constituyente, ante la cual fue Iglesias fue reconocido como Presidente Provisorio. El 8 de marzo de 1884 esta Asamblea aprobó con amplia mayoría el tratado de Ancón . El 7 de abril de 1884, al sufrir duros ataques por parte de la prensa civilista, Barinaga tuvo que renunciar con su gabinete en pleno.
Triunfante la revolución de Cáceres contra Iglesias, Barinaga fue uno de los delegados iglesistas en las conferencias realizadas entre los representantes de los dos bandos, donde se acordó conformar un Consejo de Ministros, encabezado por Antonio Arenas, para que se encargara de la transición (diciembre de 1885).
Tiempo después, ya bajo el gobierno constitucional de Nicolás de Piérola, Barinaga volvió a ser nombrado presidente del Consejo de Ministros y ministro de Justicia, Culto e Instrucción, cargos que ejerció de 30 de noviembre de 1895 a 5 de agosto de 1896. Los demás ministros eran los siguientes: Ricardo Ortiz de Zevallos y Tagle (Relaciones Exteriores); Benjamín Boza (Gobierno); el coronel Juan Ibarra y Ortiz (Guerra y Marina); y Manuel Jesús Obín (Hacienda). Bajo este periodo se creó el Ministerio de Fomento, cuyo primer titular fue el ingeniero Eduardo López de Romaña (que poco después fue nombrado presidente del Perú).
Cuando la prensa extendió la especie de que el gabinete sería censurado por el Congreso, Barinaga dimitió el 4 de julio de 1896. Insistió en su dimisión el 5 de agosto, siendo finalmente aceptada por el presidente.